# Dolný Kalník
Dolný Kalník (em húngaro: Alsókálnok) é um município da Eslováquia, situado no distrito de Martin, na região de Žilina. Tem 2,42 km² de área e sua população em 2018 foi estimada em 265 habitantes.

## Demografia
| Ano:        | 1994 | 2004   | 2014     | 2024     |
| ----------- | ---- | ------ | -------- | -------- |
| Broj ljudi: | 46   | 42     | 179      | 367      |
| Razlika:    |      | -8,69% | +326,19% | +105,02% |

| Ano:               | 2023 | 2024   |
| ------------------ | ---- | ------ |
| Número de pessoas: | 366  | 367    |
| Diferença:         |      | +0,27% |